# امپراتریس وی (دودمان تانگ)

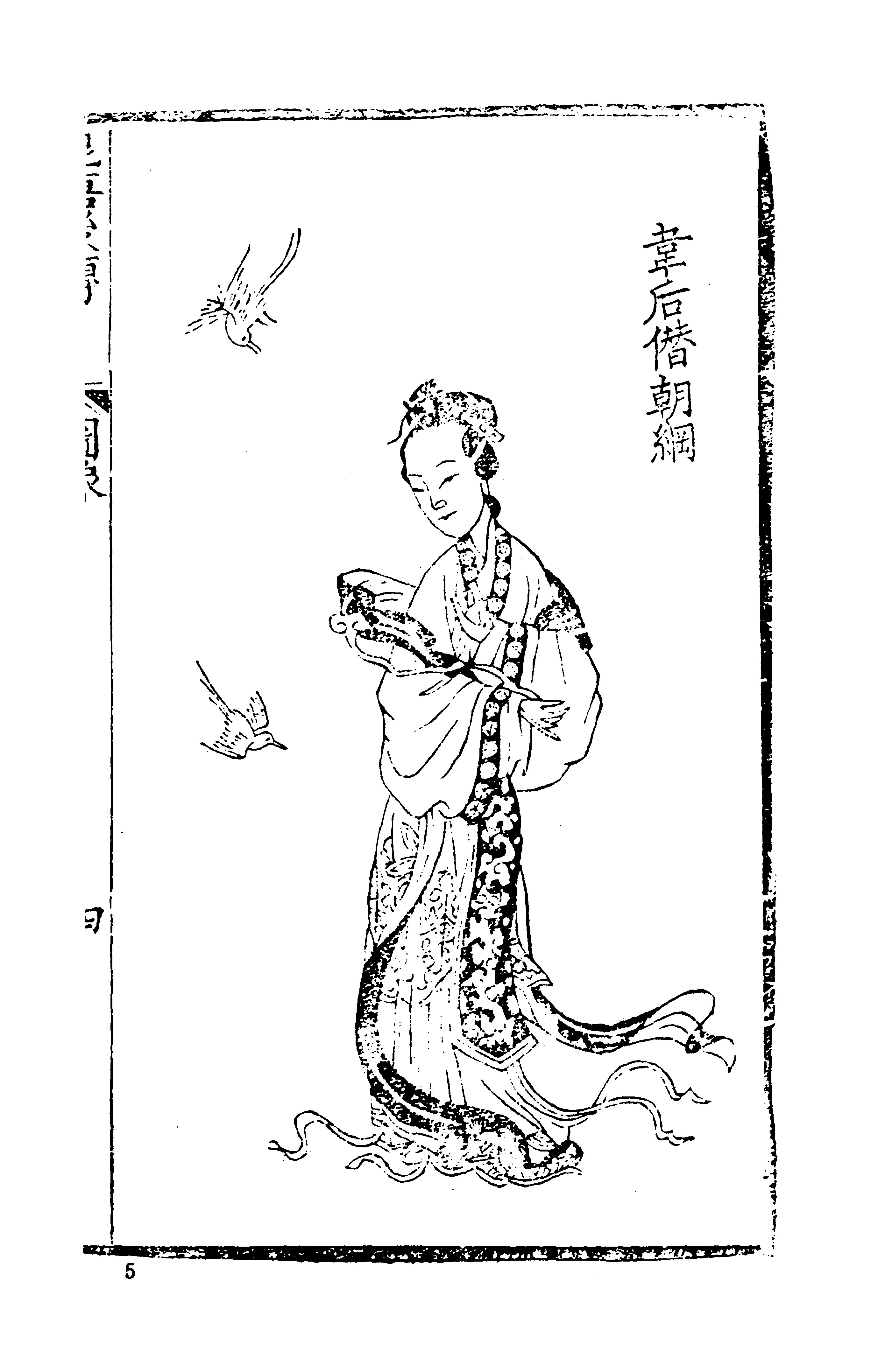
نقاشی از امپراتریس وی

امپراتریس وی (تولد: ۶۶۵ – ۲۱ ژوئن ۷۱۰ میلادی) همسر موردعلاقه امپراتور ژونگ زونگ بود و امپراتریس دودمان تانگ بود که برای ۵ سال و ۷ ماه این مقام را برعهده داشت وی برای این که یک نمونه قدرت مثل مادر شوهر خود وو زتیان بسازد بسیار تلاش کرد، او در طول ۵ سال سلطنت امپراتور ژونگ زونگ کاملا او و حکومت را اداره می کرد و بعد از مسمومیت شوهرش توسط دخترش پرنسس انل و خودش پسرخوانده خود را به عنوان امپراتور شانگ به قدرت رساند اما به دلیل خردسالی امپراتور او همچنان قدرت را حفظ کرد و او بود که دولت را به عنوان امپراتریس بیوه و نایب السلطنه اداره می کرد.
وی در سال ۷۰۵ میلادی بعد از برکناری امپراتریس زتیان توانست به شدت سیاست را تحت تاثیر خود قرار دهد و بعد از بازیابی به مقام امپراتریس، به چهره ای بسیار زیاد قدرتمند و غالب در دادگاه امپراتوری تبدیل شد و در سال ۷۰۶ میلادی توانست به حدی قدرتمند شود که همراه با پسر دایی امپراتور یعنی وو سانسی کل قدرتهای واقعی را به دست بگیرد و در پشت صفحه مرواریدی پشت تخت امپراتور مانند یک نمونه از ملکه زتیان در جلسات امپراتوری شرکت کند و تصمیمات دولت را بگیرد، و بعداً وی وو سانسی که معشوقه اش بود را در سال ۷۰۷ میلادی رها کرد و به تنهایی حکومت را تحت تاثیر خود قرار داد بعد از کودتایی که توسط پسر بزرگ امپراتور انجام شد او و دخترش پرنسس انل در اصل بسیار زیاد قدرتمندتر شدند وی در همان زمان بیشتر حکومت را همراه دختر موردعلاقه و قدرتمند خود در دست داشت و در سال ۷۱۰ میلادی همسرش ژونگ زونگ را هم همراه پرنسس انل مسموم کرد و پسر خوانده اش شانگ را به قدرت رساند و به عنوان امپراتریس بیوه و نایب السلطنه قدرت را تماماً در قبضه خود قرار داد اما در سال ۷۱۰ میلادی بر زده وی از طرف خواهر امپراتور پرنسس تایپینگ و پسر رویزونگ شوان زونگ کودتای برای براندازی امپراتریس وی و امپراتور شانگ انجام شد که امپراتریس وی در این کودتا به قتل رسید و کنترل کشور در دست امپراتور رویزونگ و پرنسس پینگ و شوان زونگ افتاد.